# Gerenciamento eletrônico de documentos
Gerenciamento Eletrônico de Documentos ou Gestão Eletrónica de Documentos (GED) é uma tecnologia que provê um meio de facilmente gerar, controlar, armazenar, compartilhar e recuperar informações existentes em documentos.
O termo GED foi "disseminado" durante a década de 90 no Brasil, mas desde 2000 o termo mais adequado é ECM (Enterprise Content Management) que condiz com a modernidade que passou esta tecnologia.
Os sistemas GED permitem aos usuários acessarem os documentos de forma ágil e segura, normalmente via navegador web por meio de uma intranet corporativa acessada interna ou externamente, sendo esta última forma mais presente nos dias de hoje. A capacidade de gerenciar documentos é uma ferramenta indispensável para a Gestão do conhecimento.
Qualquer tipo de empresa, pequena, média ou grande, pode usar o GED, entre: escolas; empresas de advocacia; hospitais; administradoras de condomínios; empresas de recrutamento; escritórios de arquitetura, design e engenharia; assessorias de imprensa e de comunicação; e consultorias. Nas médias e grandes empresas, o GED poderá ser aplicado para setores específicos (RH, Treinamento, Contabilidade, Marketing, Informática). Este serviço avalia as necessidades específicas do cliente e oferece um sistema modular, o que possibilita a implantação gradativa do Gerenciamento Eletrônico de Documentos.
É a forma de governar através da tecnologia, promovendo um governo mais eficiente a fim de, facilitar ao cidadão o acesso aos serviços governamentais, assim tornando um governo mais prestador de serviços.

## Tecnologias associadas
O que era associado como GED, era apenas uma parte das tecnologias associadas ao ECM (para melhor descrição veja o link de ECM).
- As principais tecnologias eram somente de gerenciamento, a saber:
- Document Imaging (DI).
- Document Management (DM).
- Engineering Document Management System (EDMS).
- Image Enable.
- ERM / COLD (Enterprise Report Management
- Forms Processing.

Mas, conforme já citado algumas vezes, esta classificação perdeu sentido pela adoção do ECM. Veja este link para detalhes destas tecnologias

## Mercado Brasileiro
O GED (Gerenciamento Eletrônico de Documentos) iniciou no Brasil com este nome divulgado intensamente pelo CENADEM.
No Brasil, o mercado de Gerenciamento Eletrônico de Documentos é formado por um misto de empresas:
- Especializadas na venda de serviços de gestão de documentos,
- Desenvolvedoras de softwares, como OpenText, Hyland, IBM, Oracle, Qualiex, GreenDocs, Softexpert, 8IDEA, RPortal e Microsoft.
- Empresas autorizadas ou certificadas para a comercialização de softwares procedentes de outros países, tais como o OnBase, Alfresco e IBM.

Empresas de gestão de documentos tem aliado a gestão de documentos eletrônicos (GED) com soluções para gestão de documentos físico, chamadas SGA (Sistema de Gestão de Arquivo). A integração dessas soluções tem possibilitado redução de custos com mão-de-obra, material de insumo, locação de espaços para armazenamento de documentos, entre outros.
A legislação por trás dos processos de GED é de responsabilidade da CONARQ (Conselho Nacional de Arquivos). Esse órgão atua em conjunto com  Código Civil e entidades de classe para elaborar as normativas da gestão documental, seja digital ou não, em instituições tanto públicas quantos privadas.